# Sarah Roy
Sarah Roy (* 27. Februar 1986 in Sydney) ist eine australische Radrennfahrerin, die im Straßenradsport aktiv ist.

## Sportliche Laufbahn
Sarah Roy begann ihre sportlichen Aktivitäten mit Turnen und Triathlon. 2007 belegte sie bei den Duathlon-Weltmeisterschaften Rang drei in der Kategorie U23. Erst mit 27 Jahren wurde sie im Leistungsradsport aktiv. Sie hat einen Studienabschluss in Sportwissenschaft und absolviert ein Master-Studium in Sportphysiologie.
Roy begann ihre Radsportlaufbahn im August 2013  bei Futurumshop.nl. 2014 wurde sie australische Meisterin im Kriterium. 2015 wechselte sie zum heimischen Team Orica GreenEdge. Im Jahr darauf gewann sie eine Etappe der Holland Ladies Tour, 2017 und 2018 jeweils eine Etappe der britischen Women’s Tour. 2018 gewann sie zudem Gooik–Geraardsbergen–Gooik. Im Jahr darauf entschied sie die Punktewertung der Santos Women’s Tour sowie die Clasica Femenina Navarra für sich. 2021 wurde sie australische Straßenmeisterin. Im Jahr darauf errang sie bei den  Commonwealth Games die Bronzemedaille im Straßenrennen sowie ebenfalls Bronze bei den Straßenweltmeisterschaften in der Mixed-Staffel.

## Erfolge
2014
- Australische Meisterin – Kriterium

2016
- eine Etappe Holland Ladies Tour

2017
- eine Etappe The Women’s Tour

2018
- Gooik–Geraardsbergen–Gooik
- eine Etappe The Women’s Tour

2019
- Punktewertung Santos Women’s Tour
- Clasica Femenina Navarra

2021
- Australische Meisterin – Straßenrennen

2022
- Commonwealth Games – Straßenrennen
- Weltmeisterschaft – Mixed-Staffel

2024
- eine Etappe Tour de Bretagne Féminin